# Lu Rongting
Lu Rongting noto anche come Lu Yung-ting e Lu Jung-t'ing (陸榮廷T, 陆荣廷S, Lù RóngtíngP (Yongxing, 9 settembre 1859 – Shanghai, 6 novembre 1928) è stato un generale e politico cinese, signore della guerra della tarda epoca Qing e dei primi tempi della Repubblica. Apparteneva alla etnia Zhuang.

## Biografia

### Tarda era Qing
Lu Rongting proveniva da una famiglia di contadini e si associò alle società segrete durante la sua giovinezza per guadagnarsi da vivere. Divenne un regolare nell'esercito Qing dopo lo scoppio della Guerra franco-cinese nel 1884.
Tra il 1903 e il 1905 partecipò attivamente alla repressione dei rivoluzionari nel Guangxi. Nell'autunno del 1904 il viceré del Liangguang, Cen Chunxuan, lo nominò comandante dell'unità di guardie di confine del Guangxi mettendolo al comando di 4000 uomini. Questo esercito avrebbe poi formato il nucleo della Vecchia cricca del Guangxi.
Nel dicembre del 1907 Long Jiguang e Lu Rongting guidarono le forze Qing nella repressione della Rivolta Zhennanguan. La fortunata soppressione della rivolta, guidata da Sun Yat-sen e Huang Xing, costrinse Sun a fuggire a Singapore, e non tornò in Cina fino alla Rivolta di Wuchang. La corte Qing assegnò a Lu il titolo di Baturu. Con Long Jiguang in partenza per la posizione di viceré di Guangdong, Lu fu promosso a viceré di Guangxi.

### Capo della vecchia cricca del Guangxi
Nel luglio del 1911, in seguito alla rivolta di Wuchang, il governatore del Guangxi Chen Bingkun proclamò l'indipendenza e formò un governo militare. Dopo la partenza di Shen Bingkun e Wang Zhixiang, Lu assunse il controllo della provincia di Guangxi.
L'8 febbraio 1912 Yuan Shikai nominò formalmente Lu come governatore del Guangxi. Nel Kuomintang all'avvio della "Seconda Rivoluzione", nel 1913, Lu si schierò con Yuan Shikai e represse i rivoluzionari nazionalisti nel Guangxi.
Poco dopo, Cai E e Tang Jiyao (cricca dello Yunnan) iniziarono la guerra di protezione nazionale e Lu si unì a loro contro le ambizioni monarchiche di Yuan. In questo frangente Lu reclutò segretamente Cen Chunxuan, un nemico di Yuan Shikai. Alcuni studiosi hanno suggerito che l'improvviso cambiamento nella fedeltà di Lu fosse dovuto al suo malcontento sul trattamento preferenziale di Yuan, che gli impedì di espandere la sua influenza nel Guangdong. Tuttavia, la guerra di protezione nazionale portò all'abdicazione di Yuan Shikai.
Long Jiguang proclamò l'indipendenza del Guangdong da Yuan il 6 aprile 1916. Con la morte di Yuan Shikai a giugno, Lu e Li Liejun attaccarono Long e lo costrinsero a ritirarsi a Hainan. Nello stesso anno Lu assunse la posizione di governatore della provincia del Guangdong. Il suo controllo e la sua giurisdizione sia sul Guangdong che sul Guangxi venne confermato da Li Yuanhong nell'aprile 1917.
Il 30 ottobre 1916 Lu corse per diventare vicepresidente alle elezioni di quell'anno e arrivò secondo con 201 voti pari al 27,88% del totale, sconfitto da Feng Guozhang della cricca di Zhili.

### Inizio del periodo dei signori della guerra
Sun Yat-sen avviò il Movimento di protezione della costituzione nel 1917 e Lu vi svolse un ruolo importante. Sotto la riorganizzazione militare, nel 1918, Tang Jihao e Lu furono nominati capi congiunti. Questa organizzazione fu determinante nello stabilire la pace tra il governo di Pechino (sotto la cricca di Zhili) e gli eserciti del Movimento di protezione della costituzione.
Tuttavia, apparvero scissioni all'interno del movimento, con Sun che si opponeva alla posizione sfumata di Lu (Vecchia cricca del Guangxi) contro il governo guidato dalla cricca di Zhiki a Pechino. Inoltre, il popolo di Guangdong si oppose gradualmente al controllo di Lu sulla provincia. Nel luglio 1920 Chen Jiongming (con il sostegno di Sun) spodestò Lu e Cen Chunxuan dal Guangdong.

### Ritorno all'attività militare
Lu, dopo la sconfitta nel Guangdong, ottenne il sostegno del governo Beiyang nel tentativo di recuperare la provincia. Nel giugno 1921 ebbe luogo il secondo conflitto tra vecchia cricca del Guangxi e Armata del Kwantung. Tuttavia, a causa delle defezioni all'interno del suo esercito e della perdita, a settembre, della città strategica di Chongzuo, Lu dichiarò la sua decisione di dimettersi dal governatorato a Nanning, e successivamente si rifugiò a Shanghai.
Nel 1923, causa della polarizzazione delle relazioni tra Chen Jiongming e Sun Yat-sen, Lu venne rinominato governatore della provincia di Guangxi dal governo Beiyang. Tuttavia, non fu in grado di recuperare completamente la sua influenza sulla provincia a causa della formazione della Nuova cricca del Guangxi guidata da Li Zongren e Bai Chongxi.
Nel sud della Cina emersero tre forze, la più potente guidata dalla coalizione di Lu e seguite da Shen Hongying e la Nuova cricca del Guangxi. Nel 1924 le forze di Lu furono circondate dalle truppe di Shen e allo stesso tempo furono attaccate dalla nuova cricca del Guangxi. Nanning fu persa a favore della cricca Guangxi e nell'agosto dello stesso anno Lu aveva perso anche Guilin a favore di Shen. Di fronte alla sconfitta, fuggì a Yongzhou, in Hunan, e annunciò ufficialmente, il 9 ottobre 1924, la sua sconfitta e la sua uscita dalla politica Il 6 novembre 1928 morì a Shanghai a causa di una malattia imprecisata.